# ساوی

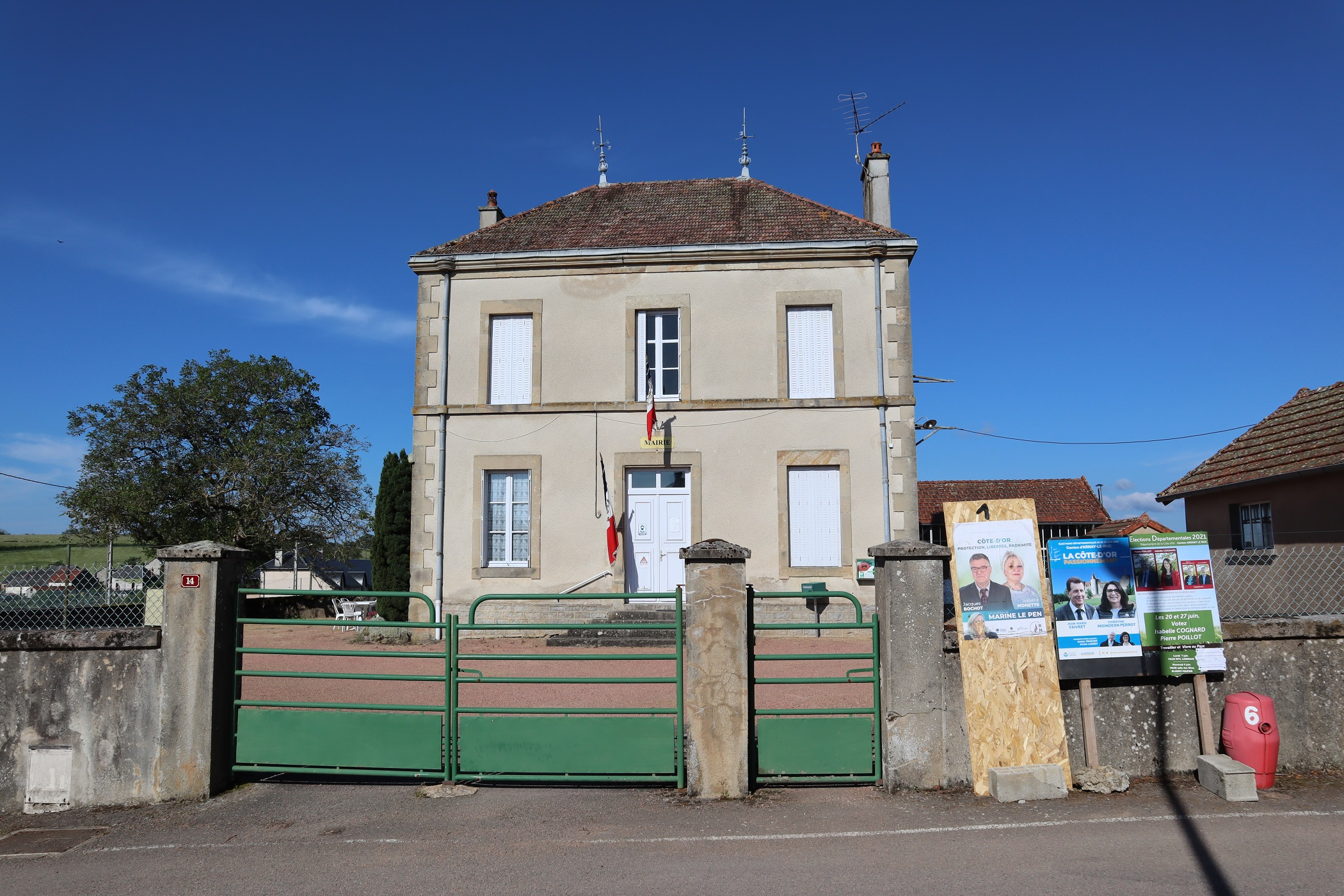
تصویر ساوی

ساوی (به فرانسوی: Savilly) یک کمون در فرانسه با جمعیت ۷۶ نفر است که در Canton of Liernais واقع شده‌است.